# Kopaczów
Kopaczów (deutsch Oberullersdorf) ist eine Ortschaft in der Gemeinde Bogatynia in Polen. Sie liegt vier Kilometer südöstlich des Stadtzentrums von Zittau an der Grenze zu Tschechien und gehört zum Powiat Zgorzelecki, Woiwodschaft Niederschlesien.

## Geographie
Kopaczów bildet mit Oldřichov na Hranicích ein geschlossenes Siedlungsgebiet, das sich entlang der Lubota/Oldřichovský potok (Ullersdorfer Bach) erstreckt. Im Osten erhebt sich der Vřesový vrch (Heideberg, 341 m), südöstlich entspringt der Oldřichovský potok. Südwestlich liegt der See Kristýna in Tschechien. Das Dreiländereck mit Tschechien und Deutschland liegt zwei Kilometer westlich des Dorfes an der Einmündung der Lubota/Oldřichovský potok in die Lausitzer Neiße.
Im Westen führt die Bahnstrecke Liberec–Zittau vorbei. Am westlichen Ortsrand führt eine zweispurige Schnellstraße als Verbindung der tschechischen Schnellstraße R 35 zur deutschen Bundesstraße 178 in Richtung Sieniawka.
Nachbarorte sind Sieniawka im Norden, Białopole im Nordosten, Uhelná im Osten, Oldřichov na Hranicích im Süden, Hartau und Eichgraben im Südwesten, Luptin im Westen sowie Zittau und Porajów im Nordwesten.
Die früher nördlich gelegenen Dörfer Pasternik und Biedrzychowice Górne sowie das nordöstliche Rybarzowice sind im Tagebau Turów verschwunden.

## Geschichte

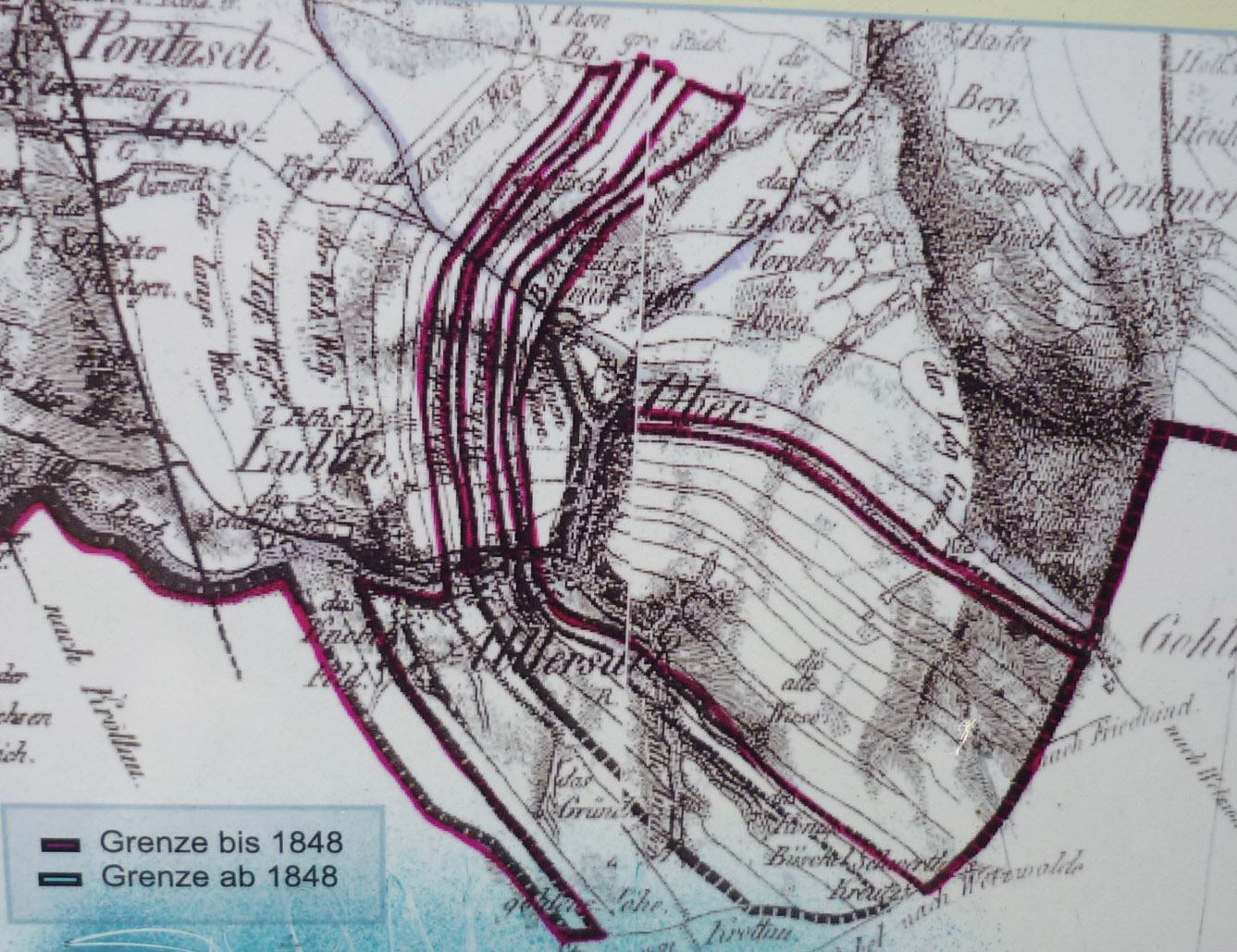
Alte Grenzziehung entlang der Flurstücke in Ullersdorf sächsischen und böhmischen Anteils bis 1848

Das Dorf wurde im Jahr 1287 als Ulrici villa erstmals urkundlich erwähnt und gehörte ursprünglich zur Herrschaft Grafenstein. Seit 1381 sind die Herren von Bieberstein als Besitzer eines Anteils von Ullersdorf, den sie ihrer Herrschaft Friedland zuschlugen, nachweisbar. Im Laufe der Zeit kam es zu einer vollständigen Zersplitterung des Dorfes zwischen beiden Herrschaften. Seit 1382 ist die Existenz einer Pfarrkirche belegt, die bestand aber bereits zuvor als Filialkirche der Pfarre in Grottau. 1527 hielt die Reformation Einzug und in Ullersdorf erfolgte die Einsetzung eines evangelischen Pfarrers. Daneben bestand im Oberdorf das Rittergut Oberullersdorf, das ebenfalls Anteile am Dorf hielt und dessen Besitzer bis 1651 die Herren von Gersdorff waren.
Bei der 1620 erfolgten Teilung der Standesherrschaft Friedland gelangten die Friedländer Anteile zur Standesherrschaft Seidenberg, die 1626 an Christian von Nostitz verkauft wurden. Er versuchte erfolglos die Rekatholisierung durchzusetzen und ließ 1628 den evangelischen Pfarrer Zacharias Keimann, Vater von Christian Keimann, vertreiben. Bis 1630 blieb die Pfarrstelle unbesetzt, danach trat wieder ein evangelischer Pfarrer den Dienst an. Mit dem Übergang der Oberlausitz an Kursachsen ergab sich daraus 1635 die neue Situation der Teilung des Ortes in einen sächsischen und einen böhmischen Anteil, wobei es in Ullersdorf keine klare Grenzlinie gab, sondern beide Anteile auf der Grundlage der Flurstücke stark durchmischt waren. Bei der Rekatholisierung Böhmens mussten die evangelischen Herren von Tschirnhaus die Herrschaft Grafenstein an Matthias Gallas verkaufen. Nachfolgend wurde die Bevölkerung des böhmischen Anteils größtenteils wieder katholisch und nach Grottau gepfarrt. Die Ullersdorfer Kirche befand sich im sächsischen Anteil und blieb evangelisch. Besitzer des Rittergutes Oberullersdorf waren ab dem Ende des 17. Jahrhunderts verschiedene Zittauer Patrizier; 1738 kaufte es Johann Ernst von Kyaw auf Gießmannsdorf und schloss es als Vasallengut an die Standesherrschaft Reibersdorf an. 1773 erwarb Johann Georg von Einsiedel das Rittergut Oberullersdorf und vereinte es mit seiner Standesherrschaft.
Infolge der Teilung der Oberlausitz auf dem Wiener Kongress von 1815 wurde Sächsisch Ullersdorf der Standesherrschaft Reibersdorf angeschlossen. Erste Verhandlungen zu einer Grenzbereinigung gab es im Jahre 1815. Im Jahre 1847 hatte Sächsisch Ullersdorf 1024 Einwohner. Die Dorfaue am Ullersbach gehörte zu zwei Dritteln zum Sächsischen Teil.
Am 5. März 1848 erfolgte der Abschluss eines Grenz- und Territorialvertrages zwischen Sachsen und Österreich, der den Ausgleich der verschiedenen En- und Exklaven beider Staaten beinhaltete und am 12. März 1849 umgesetzt wurde. Die nunmehr klare Grenzlinie zwischen dem sächsischen Oberullersdorf und dem böhmischen Ullersdorf bildete im Niederdorf der Lauf des Ullersbaches, im Mitteldorf die Dorfstraße und im Oberdorf die davon abzweigende Straße nach Kohlige. Dadurch gelangten 34 Häuser mit 248 Einwohnern von Böhmisch Ullersdorf zu Oberullersdorf und Ullersdorf erhielt 76 Häuser mit 367 Bewohnern von Sächsisch Ullersdorf. Wegen der unterschiedlichen Konfessionen wurde festgelegt, dass die Katholiken beider Dörfer nach Grottau und die Protestanten nach Oberullersdorf gepfarrt blieben. 1849 kaufte Friedrich Heinrich Bering das Gut Oberullersdorf und wurde damit zum größten Grundbesitzer im Dorf. 1856 wurde Oberullersdorf nach der Abschaffung der Grundherrschaften in Sachsen eine selbständige Gemeinde in der Amtshauptmannschaft Zittau. Insgesamt bildeten beide Gemeinden eine dörfliche Einheit. Zwischen 1853 und 1859 entstand westlich des Dorfes die Eisenbahn von Zittau nach Reichenberg, und Oberullersdorf erhielt eine Bahnstation. 1871 lebten in Oberullersdorf 918 Menschen und im Jahre 1910 waren es 1148. Zu dieser Zeit blühte der Grenz- und Schmuggeltourismus nach Ullersdorf.
Nach der Gründung der Tschechoslowakei wurde die Dorfstraße im Mitteldorf zur neutralen Zone deklariert. Wegen des zunehmenden Kraftverkehrs wurde 1919 eine besondere Regelung getroffen. Auf der Straße galten dabei, wie in Oberullersdorf, die sächsischen Verkehrsregeln, während in Ullersdorf, wie in der Tschechoslowakei üblich, im Linksverkehr gefahren wurde. Das zuvor zu Kleinschönau gehörende Vorwerk Luptin wurde 1920 eingemeindet. 1925 hatte die Gemeinde 1178 Einwohner und 1933 waren es 1193. Nach dem Münchner Abkommen fiel 1938 die durch das Dorf verlaufende Staatsgrenze weg; Oberullersdorf und Ullersdorf blieben jedoch weiterhin zwei Gemeinden, die unterschiedlichen Verwaltungsbezirken angehörten. 1939 lebten in Oberullersdorf 1162 Menschen, 1943 betrug die Zahl der Einwohner 1161.
Nach dem Ende des Zweiten Weltkrieges kam das östlich der Lausitzer Neiße gelegene Oberullersdorf zu Polen und erhielt den Namen Kopaczów.
Die deutschen Bewohner wurden in den Jahren 1945 und 1946 vertrieben und die Bahnstation im Dezember 1945 aufgelassen. 1945 wurden als Grenzsicherungsmaßnahme 55 Häuser von Kopaczów gesprengt. Die Grenzbrücken über die Lubota wurden geschlossen und westlich des Mitteldorfes eine neue Umgehungsstraße zum Oberdorf angelegt, so dass die Dorfstraße des Mitteldorfes ausschließlich zu Oldřichov na Hranicích zugerechnet wurde.
1993 wurde westlich des Dorfes die alte Straßenverbindung nach Zittau wieder eröffnet. Seit 2010 besteht eine Straßenverbindung für Pkw zur tschechischen Ortshälfte Oldřichov na Hranicích im nordöstlichen Oberdorf. Im Mitteldorf ist die Verbindung zwischen beiden Ortshälften noch durch einen Erdhügel an der Grenzlinie unterbrochen. Die sanierte Grenzbrücke über den Ullersbach an der Kirche im Niederdorf ist momentan nur für Fußgänger und Radfahrer freigegeben. Am westlichen Ortsrand führt die neu-trassierte zweispurige Schnellstraße als Verbindung von der tschechischen Schnellstraße R 35 zur deutschen Bundesstraße 178 über den 4,5 Kilometer langen polnischen Abschnitt in Richtung Sieniawka. Der Bau des Teilstückes wurde von Deutschland mit 12,5 Mio. Euro und von Tschechien mit 2 Mio. Euro finanziert.

## Entwicklung der Einwohnerzahl
| Jahr | Einwohnerzahl                             |
| ---- | ----------------------------------------- |
| 1777 | 18 besessene Mann, 28 Gärtner, 79 Häusler |
| 1834 | 964                                       |
| 1871 | 918                                       |

| Jahr   | Einwohnerzahl |
| ------ | ------------- |
| 1890   | 1057          |
| 1910   | 1148          |
| 1925 1 | 1178          |

| Jahr   | Einwohnerzahl |
| ------ | ------------- |
| 1939 1 | 1162          |

## Sehenswürdigkeiten
- Filialkirche St. Josef, das seit 1382 als Pfarrkirche nachweisbare Gotteshaus wurde vor 1570 unter Erasmus von Gerdorff erweitert und erhielt einen großen Turmanbau, 1751 wurde die Kirche umgebaut

## Söhne und Töchter des Ortes
- Alexander Moritz Zille (1814–1872), Theologe und Philologe
- Gotthelf Benjamin Flaschner von Ruhberg (1761–1836), Theologe, Schriftsteller, Komponist[3]